# Lehrerseminar Wettingen

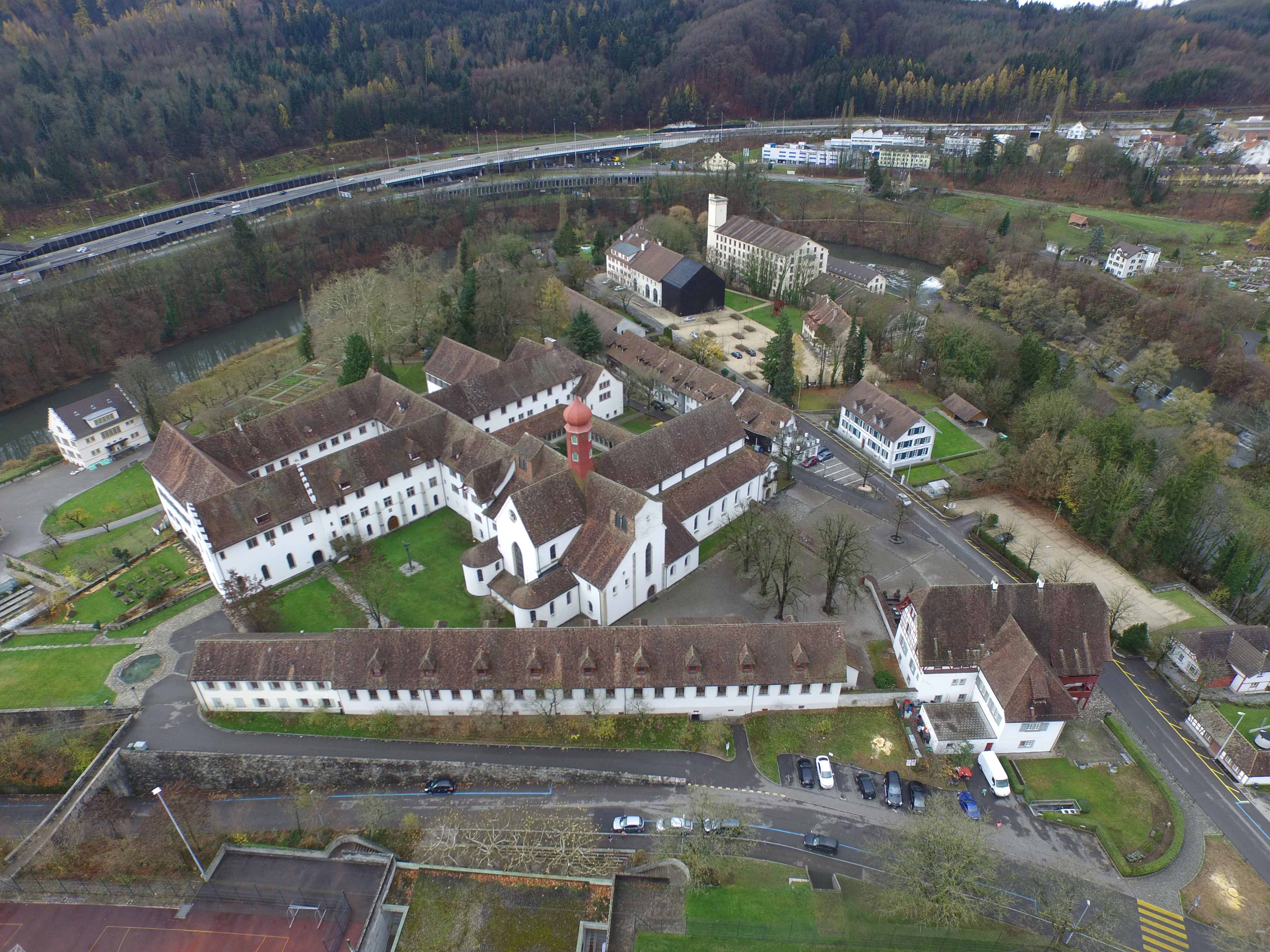
Maris Stella Wettingensis

Das Lehrerseminar Wettingen war von 1847 bis 1976 eine aargauisch-kantonale Lehrer-Bildungsanstalt mit internationaler Ausstrahlung, untergebracht im ehemaligen Kloster Wettingen, «Maris Stella Wettingensis».

## Geschichte
1822 eröffnete der Kanton Aargau das erste Lehrerseminar in Aarau unter Direktor Philipp Jakob Nabholz. 1835 erfolgte der Umzug nach Lenzburg und 1847 die dauerhafte Verlegung nach Wettingen in die Gebäulichkeiten des 1841 aufgehobenen Zisterzienserklosters Wettingen, wo es am 20. Januar 1847 durch Regierungsrat Friedrich Frey-Herosé eröffnet wurde. Damit ging der Plan von Augustin Keller in Erfüllung: Die Verknüpfung der Lehrerbildung mit heimischer Landwirtschaft und einem familiären Konvikt, ganz im Sinne von Johann Heinrich Pestalozzi, dem die ganzheitliche Bildung des Menschen mit Kopf, Herz und Hand innerstes Anliegen war.
Neben dem wissenschaftlichen Unterricht betrieben die Seminaristen unter der Leitung von Melchior Sandmeier Acker-, Obst- und Gartenbau sowie Bienenzucht. Die Jünglinge besorgten auch Reinigungs-, Unterhalts- und Küchenarbeiten im Konvikt. Sie sorgten in tätiger Weise im Sinne einer humanen und sozialen Bildung in einer kleinen Gemeinschaft, ganz nach den damaligen Gewohnheiten in einer ländlichen Familie. Die Konviktsgemeinschaft umfasste die sieben Seminarlehrer mit ihren Familien sowie sämtliche Seminarschüler, im Jahr 1860 ihrer 74 an der Zahl. Sie alle wohnten und erhielten ihren Unterricht in den ehemaligen Klosterräumlichkeiten. Die Ausbildungszeit betrug drei Jahre. Diese Art der Lehrerbildung erfuhr weitherum Bekanntheit. Aus anderen Kantonen sowie aus dem In- und Ausland wollten namhafte Politiker und Erzieher das Wettinger Modell kennenlernen. Delegationen und Studiengruppen aus Deutschland, den Niederlanden, Dänemark, Finnland und Russland holten sich Anregungen für die Lehrerbildung in ihren Ländern. In einer finnischen Schrift wird das Seminar Wettingen als «Mutterschule der finnischen Lehrerbildungsstätten» bezeichnet.
Ab 1880 führten die aufstrebenden Naturwissenschaften und die technischen Entwicklungen zur Forderung nach Anpassungen der Lehrpläne auf Mittelschulniveau. Dies führte zu einer seminarinternen Krise. Man wollte zwar der wissenschaftlichen Bildung mehr Bedeutung geben, gleichzeitig aber an den Arbeiten in der Landwirtschaft und im Konvikt festhalten. Dies führte zu einer spürbaren Überforderung der Seminaristen. Ein Neuanfang 1893 führte zu einem weitgehenden Verzicht auf die landwirtschaftlichen Arbeiten zugunsten des wissenschaftlichen Unterrichtes und der Kunstfächer sowie eines Lehrerpraktikums. Dies wiederum ergab eine Beruhigung und neues Ansehen des Seminars. Immer wieder stand die Lehrerbildung im Zentrum von Diskussionen, in den Lehrerkonferenzen des Seminars, an Tagungen der Aargauer Lehrerschaft, im Grossen Rat. Doch die Strukturen wurden belassen.
Ab 1950 zeichnete sich ein lange andauernder Lehrermangel ab und die längst fälligen Anpassungen in der Ausbildung hätten diesen noch verschärft. Nachdem schon zuvor Jahreskurse für Maturanden diese auf den Lehrerberuf vorbereiteten, führte man ab 1956 zweijährige Umschulungskurse für Berufsleute ein. Ab 1965 galt sowohl für Wettingen wie auch das Lehrerinnenseminar in Aarau neu die Koedukation. Zweigseminare entstanden in Zofingen und Wohlen.
1972 begann sich das Ende der aargauischen Lehrerseminare abzuzeichnen, nachdem die Politik für die Lehrerausbildung neu die Höhere Pädagogische Lehranstalt (HPL) in Zofingen beschlossen hatte. Zugang zur HPL bekamen all diejenigen, welche in den Kantonsschulen mit der Matura abschlossen. Damit erhielten wissenschaftliche Fächer mehr Gewicht, während die musisch-handwerklichen Bereiche zurückgesetzt wurden. 1979 verliessen die letzten Absolventen das Lehrerseminar Wettingen. Im Jahr 1976 nahm die neue Kantonsschule Wettingen als Sozial-Pädagogisches Gymnasium in den Klostergebäulichkeiten die Arbeit auf.

## Direktoren und bedeutende Lehrkräfte
- Philipp Jakob Nabholz, Seminardirektor, 1822–1834
- Augustin Keller, Seminardirektor, 1834–1856
- Melchior Sandmeier, Natur- und Landwirtschaftslehrer, 1847–1854
- Johann Jakob Kettiger, Seminardirektor, 1856–1867
- Franz Dula, Seminardirektor, 1867–1886
- Jakob Keller, Seminardirektor, 1886–1901
- Johann Adolf Herzog, Seminardirektor, 1901–1916
- Yvo Pfyffer, Seminardirektor, 1916–1923
- Arthur Frey, Seminardirektor, 1923–1947
- Paul Schaefer, Seminardirektor, 1947–1971
- Hans Strebel, Seminardirektor, 1971–1976
- August Süsstrunk, Geophysiker, Professor Universität Bern, Vizedirektor Lehrerseminar Wettingen
- Otto Müller, Methodiklehrer, Verfasser Geschichtswerk Denkwürdige Vergangenheit
- Georg Gisi, Methodiklehrer und Schriftsteller
- Karl Grenacher, Musikdirektor

## Bekannte Absolventen
| Name                   |             | Studienzeit | Beruf                                                      |
| ---------------------- | ----------- | ----------- | ---------------------------------------------------------- |
| Heinrich Herzog        | (1822–1898) | 1841–1844   | Lehrer und Jugendschriftsteller                            |
| Carl Attenhofer        | (1837–1914) |             | Komponist                                                  |
| Jakob Lüthy            | (1841–1914) | 1859–1861   | Nationalrat und Unternehmer                                |
| Josef Jäger            | (1852–1927) |             | Nationalrat, Badener Stadtammann                           |
| Karl Killer            | (1878–1948) |             | Nationalrat, Badener Stadtammann                           |
| Otto Mittler           | (1890–1970) | 1907–1911   | Historiker                                                 |
| Adolf Haller           | (1897–1970) |             | Schriftsteller                                             |
| Traugott Fricker       | (1902–1981) |             | Lehrer, Heimatforscher und Bühnenautor                     |
| Ernst Widmer           | (1903–1981) |             | Oberzolldirektor                                           |
| Josef Villiger         | (1910–1992) |             | Mundartautor                                               |
| Ernst Haefliger        | (1919–2007) |             | Konzertsänger                                              |
| Josef Rennhard         | (1931–2010) |             | Dozent Lehramtsschule, Chefredaktor Zeitschrift Beobachter |
| Erwin Rehmann          | (1931–2020) |             | Bildhauer                                                  |
| Kurt Hediger           | (1932–2022) |             | Kunstmaler                                                 |
| Eugen Meier            | (* 1934)    |             | Kapellmeister und Komponist                                |
| Urs Bitterli           | (1935–2021) | 1951–1955   | Historiker und Schriftsteller                              |
| Klaus Merz             | (* 1945)    | 1961–1965   | Schriftsteller                                             |
| Silvio Blatter         | (* 1946)    | 1962–1966   | Schriftsteller                                             |
| Urs Faes               | (* 1947)    | 1963–1967   | Schriftsteller                                             |
| Ruedi Sommerhalder     | (* 1947)    |             | Künstler                                                   |
| Valentin Trentin       | (* 1948)    | 1964–1968   | Grossrat und Autor                                         |
| Rainer Huber           | (* 1948)    |             | Regierungsrat                                              |
| Silvia Bächli          | (* 1956)    | 1972–1976   | Künstlerin                                                 |
| Christian Haller       | (* 1943)    | 1959–1963   | Schriftsteller                                             |
| Christine Rinderknecht | (* 1954)    | 1970–1974   | Schriftstellerin                                           |
| Ruth Humbel            | (* 1957)    | 1974–1978   | Nationalrätin                                              |
| Marianne Binder-Keller | (* 1958)    | 1974–1978   | Ständerätin                                                |